# Villa Valeria
Villa Valeria é um município da província de Córdova, na Argentina.